# Vickers Valiant
Vickers Valiant byl britský proudový čtyřmotorový strategický bombardér, zařazený do služby u Royal Air Force v polovině 50. let 20. století jako první z trojice bombardérů „třídy V“. Následovaly ho pokročilejší stroje Handley Page Victor a Avro Vulcan. Byl vyvinut společností Vickers v reakci na specifikaci B.35/46 vydanou ministerstvem letectví na proudový bombardér nesoucí jaderné zbraně. Valiant je jediným bombardérem třídy V, který vypustil "na ostro" jaderné zbraně.
Valiant byl zamýšlen jako výškový strategický bombardér, ale na konci padesátých let v odezvě na rychlý pokrok v oblasti raket země-vzduch (SAM) se jeho úkol změnil na útoky z nižších letových hladin. Kromě role jaderného odstrašování používala RAF Valianty k dalším účelům jako je plnění úkolů fotografického průzkumu nebo tankování paliva za letu. Nasazeny byly jako konvenční bombardéry během mise nad Egyptem s názvem Operace mušketýr během suezské krize v roce 1956.
Koncem roku 1964 bylo zjištěno, že všechny varianty letounů Valiant vykazovaly předčasnou únavu materiálu a korozi v nosnících křídla, jejíž příčina vycházela z nedostatečně prozkoumané hliníkové slitiny DTD683.
Spíše než pokračovat v nákladném programu přestavby se ministerstvo obrany rozhodlo Valianty v roce 1965 vyřadit. Jeho úkoly převzaly ostatní bombardéry třídy V, které zůstaly ve službě až do 80. let.

## Vývoj

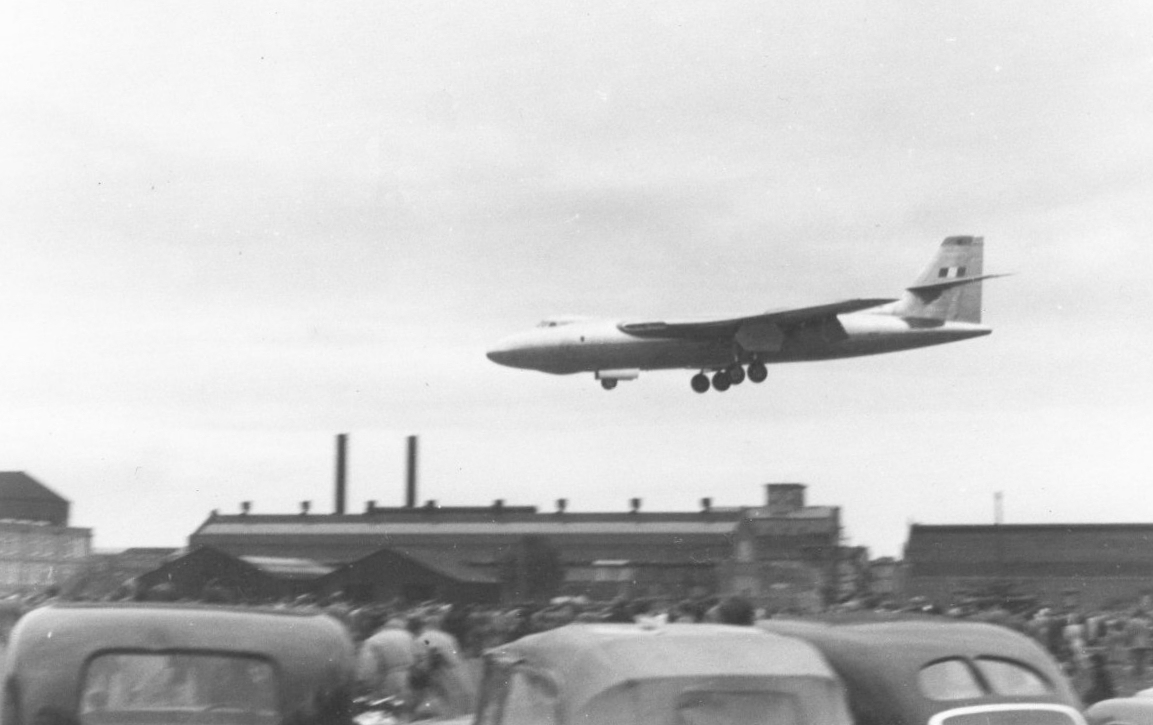
První prototyp Valiantu na Farnborough Airshow, 1951

Na konci druhé světové války britské letectvo využívalo taktiku masivních bombardovacích útoků, prováděných čtyřmotorovými stroji s pístovými motory. Příchod jaderných zbraní a proudových motorů ale přinesl zcela nové úvahy o způsobu nasazení bombardérů. Základem nadále měly být stroje, pohybující se vysokou rychlostí ve velké výšce a už jen svými výkony dostatečně chráněné před stíhacími letouny protivníka, proto se neuvažovalo o aktivní obraně bombardérů pomocí hlavňových zbraní. Tak mělo být zajištěno účinné odstrašení protivníka a, pro případ konfliktu, i schopnost britského letectva provést jaderný útok.
Prvním bombardérem Royal Air Force s proudovými motory se měl stát konzervativně navržený typ Short Sperrin s přímým křídlem. Jeho výkony, zvláště rychlost, ale nebyly považovány za dostatečné a po vyrobení dvou prototypů došlo k zastavení programu.
Do soutěže na konstrukci proudového bombardéru se přihlásily firmy Avro a Handley Page s návrhy velmi slibných letounů. Ministerstvo letectví podepsalo kontrakty s oběma výrobci, aby tak mělo k dispozici zálohu pro případ, že by jeden z nich nedovedl svůj bombardér k operační způsobilosti.
Návrh koncernu Vickers-Armstrongs, označovaný Vickers Typ 660, byl původně ze soutěže vyřazen, protože ve srovnání s konkurenty vyhlížel neporovnatelně konzervativněji. Šéfkonstruktér George Edwards ale za svůj letoun energicky lobboval na Ministerstvu letectví a současně provedl určité změny v projektu. Podle jeho názoru měl být letoun firmy Vickers k dispozici mnohem dříve než konkurenti, předpokládal vznik prototypu během roku 1951 a zahájení sériové výroby v roce 1953. Měl tak posloužit jako prozatímní řešení, než budou k dispozici konkurenční stroje.
S odstupem je možné pokládat myšlenku na vytvoření tří velkých a nákladných typů k plnění jediného úkolu – provedení strategického jaderného útoku – za vojensky i ekonomicky nepřijatelnou. V atmosféře počínající studené války a hrozby Stalinova útoku na západní Evropu ale měla jisté opodstatnění.
V dubnu 1948 Ministerstvo letectví vypsalo specifikace B.9/48, přizpůsobené „na míru“ návrhu Vickers 660. V únoru 1949 byla objednána stavba dvou prototypů. První z nich měl být poháněn motory Rolls-Royce Avon RA.3, pro druhý prototyp se uvažovala čtveřice pohonných jednotek Armstrong Siddeley Sapphire (Druhý prototyp je někdy značen jako Vickers 667).
První vzlet prototypu s motory Avon se uskutečnil 18. května 1951, přesně jak George Edwards před třemi roky slíbil. Dokonce o několik měsíců předběhl i zálet stroje Short Sperrin. Od podepsání smlouvy o stavbě prototypů uběhlo pouhých 27 měsíců. Za řízením letounu seděl hlavní zkušební pilot firmy Vickers Mutt Summers (zalétával i typy Wellesley, Wellington, Warwick, …), pro něhož to byl jeden z posledních letů před odchodem do důchodu. Jako druhý pilot se zkušebního letu zúčastnil Gabe "Jock" Bryce, Summersův nástupce.
O měsíc později, v červnu 1951, dostal Vickers Type 660 oficiálně bojové jméno Valiant. Ačkoli většinou bombardéry RAF dostávaly svá jména podle měst, Valiant byl výjimkou a jméno mu vybrali zaměstnanci koncernu Vickers podle víceúčelového dvojplošníku z roku 1931.
Prototyp Valiantu byl ztracen v lednu 1952 kvůli požáru za letu, způsobeném netěsností palivového systému. Osádka se zachránila s výjimkou druhého pilota který zahynul, když po katapultáži pravděpodobně narazil do VOP. Po úpravě palivového systému byl 11. dubna 1952 zalétán druhý prototyp, který dostal motory Avon RA.7 s tahem po 33 kN namísto původně uvažovaných Sapphire. Havárie prvního prototypu takřka neovlivnila letové zkoušky, protože k ní došlo až v závěru testů.
V dubnu 1951 byla podepsána objednávka na výrobu 25 kusů sériových Valiantů B.1. První sériový letoun odstartoval v prosinci 1953, opět podle Edwardova příslibu, a do služby u Royal Air Force nastoupil v lednu 1955. Bombardéry třídy V se staly realitou, Victor a Vulcan měly následovat.

## Technický popis a varianty

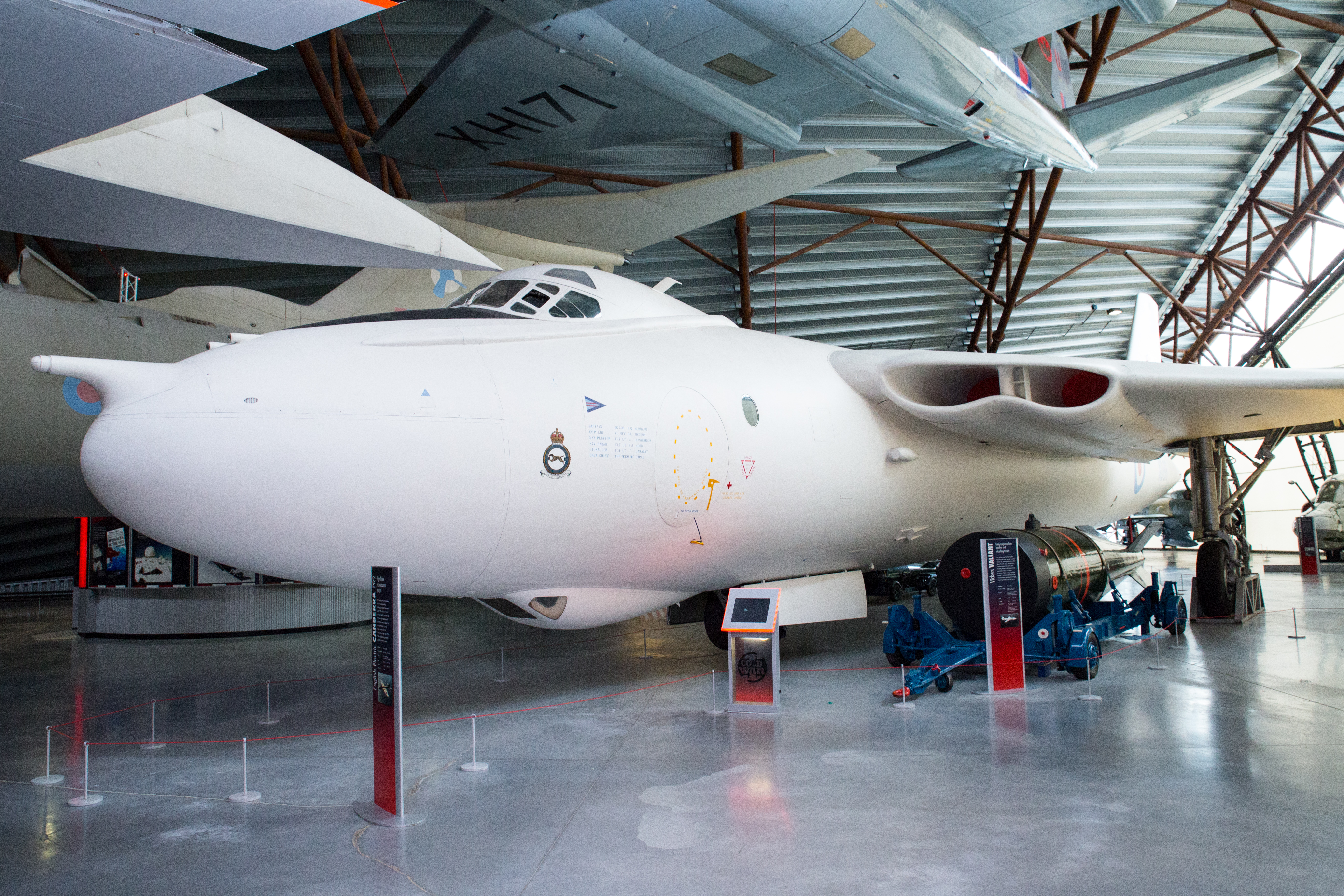
Pohled na dochovaný Vickers Valiant

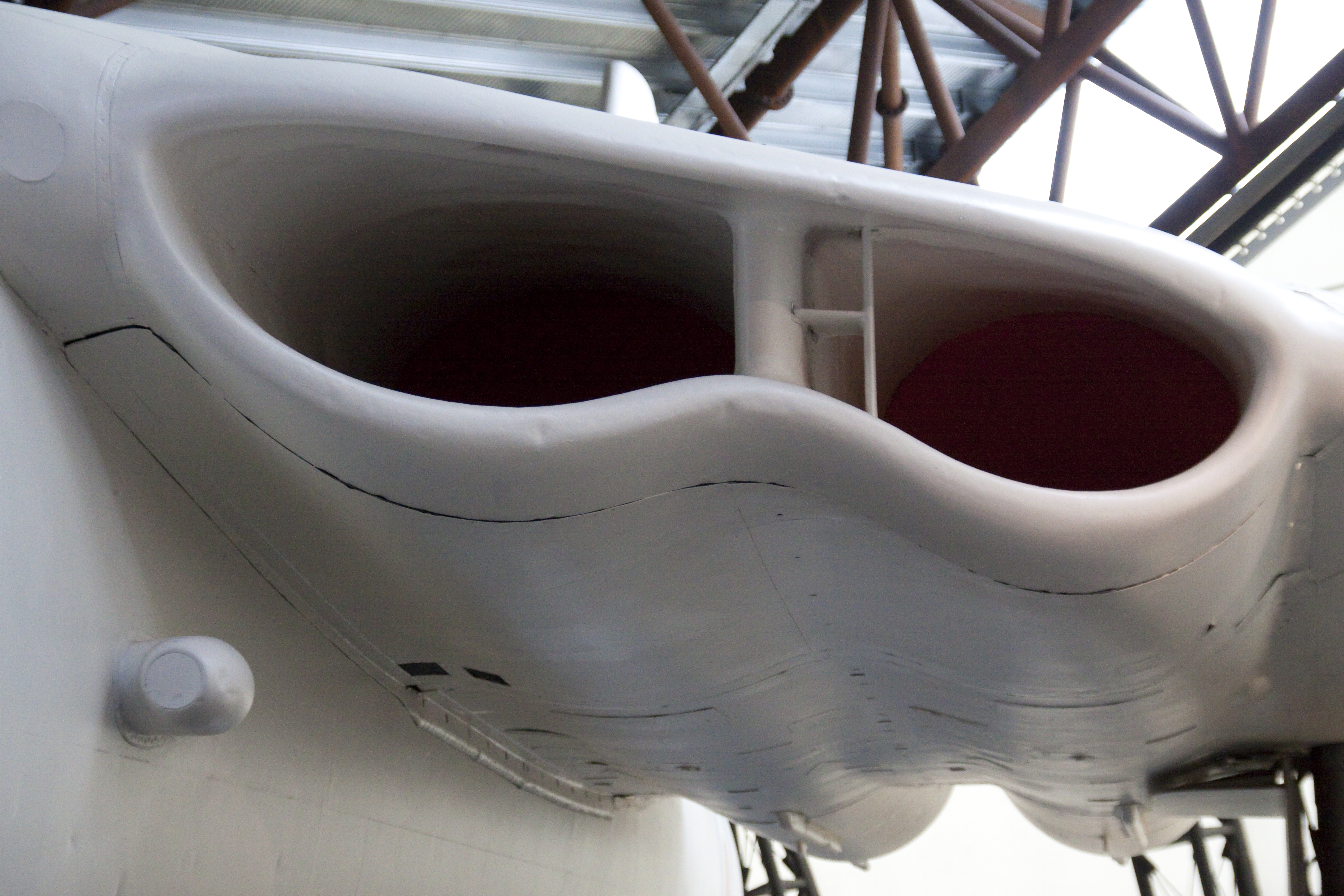
Kořen křídla a vstupní ústrojí

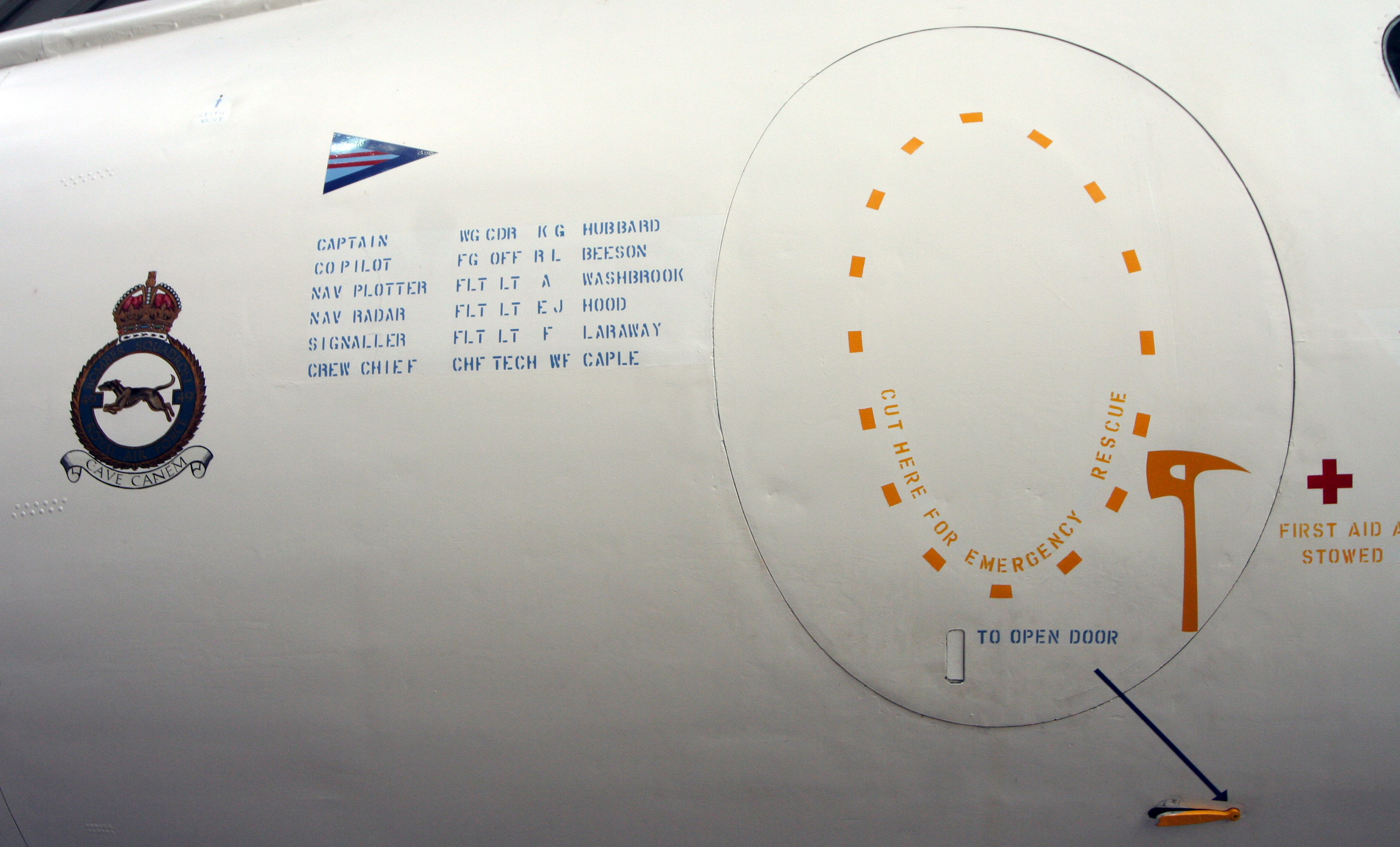
Vstupní dveře posádky v přední části trupu

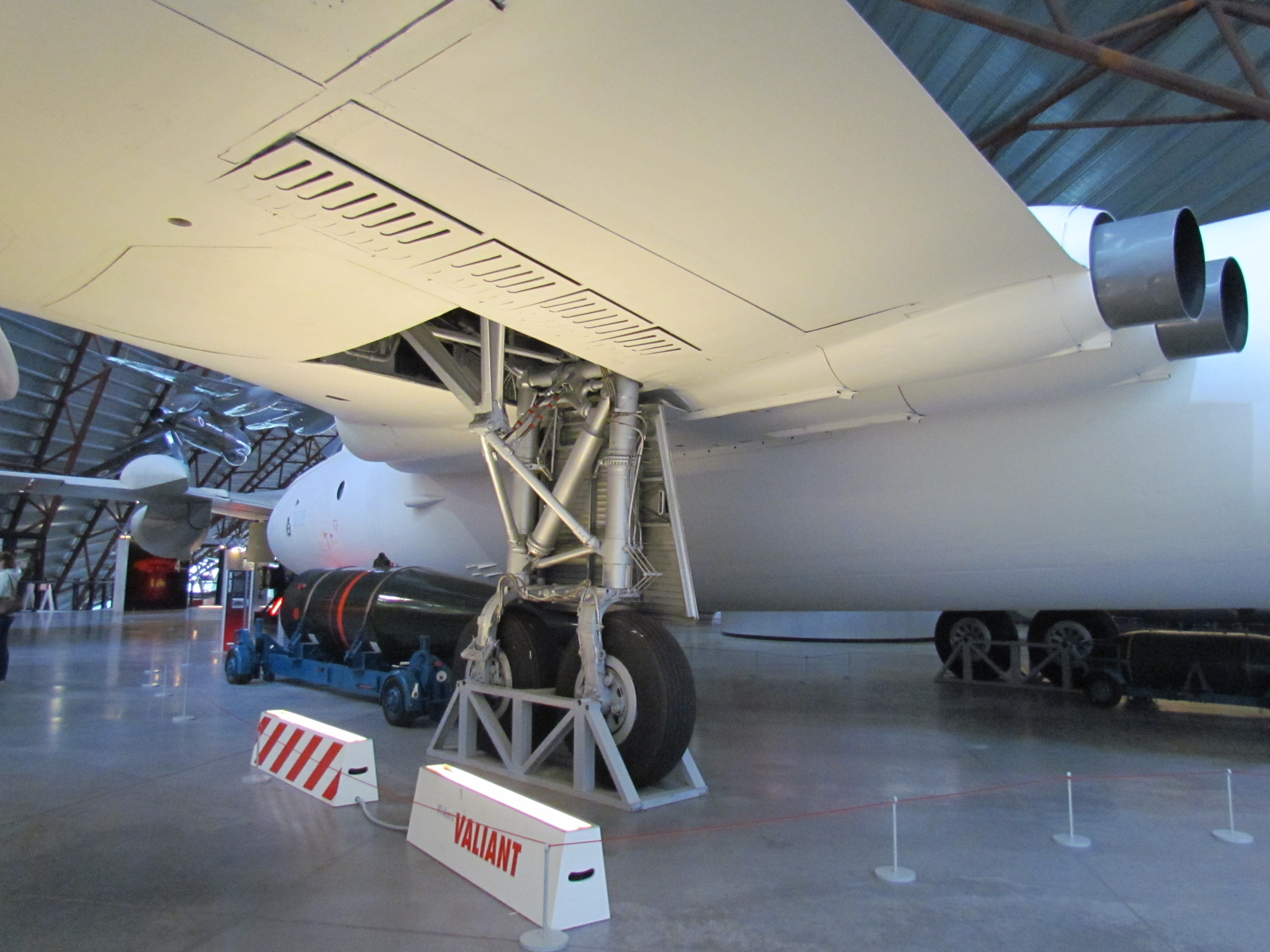
Podvozek a křídlo Valiantu

Valiant byl navržen vcelku konzervativně, jako klasický hornoplošník se čtveřicí motorů Avon RA.3 o tahu po 29 kN, umístěnou v kořeni mohutného křídla. Celkově působil jako poměrně jednoduchý, i když aerodynamicky vytříbený stroj. George Edwards jej trefně popsal jako „letoun bez trochy humoru“.
Poměrně tlustý profil křídla, 12% u kořene (poměr tloušťky a hloubky křídla), umožnil, aby štíhlé motory Avon byly instalovány do vnitřních prostor a nevyžadovaly samostatné gondoly pod křídlem, jako např. u soudobého typu Boeing B-47 Stratojet. Způsob uložení motorů přispěl k celkově čistým liniím stroje. Naproti tomu ale zkomplikoval údržbu a opravy pohonných jednotek. Také přinášel určité riziko, neboť závada na jednom z motorů snadno mohla způsobit poškození sousedního (požárem, úlomky lopatek turbíny nebo kompresoru). Navíc i komplikoval vývojové a konstrukční práce, protože hlavní nosník musel být vyklenut okolo motorových prostor. Z výše uvedených příčin se dnes tento způsob montáže pohonných jednotek neužívá a letouny mívají své motory obvykle zavěšeny pod křídlem, tedy instalovány způsobem, jaký představil Boeing B-47 Stratojet. Současně se tak snižuje i moment síly působící na křídlo za letu, kdy motory fungují jako protizávaží na prodloužených závěsech.
Valiant měl křídlo s dvojím úhlem šípu, které vyvinul Elfyn Richards, hlavní aerodynamik firmy Vickers. Vnitřní třetina křídla blíže trupu měla šíp 45°, zbývající části směrem ke koncům pak jenom 24°. Menší úhel šípu na vnějších částech křídla kompenzovala v těchto místech nižší tloušťka profilu, která také pomáhala redukovat případné sklony letounu k třepání nosné plochy a nárůstu odporu při vysokých podzvukových rychlostech. Za letu byla maximální rychlost omezena Machovým číslem 0,82, cestovní rychlost na Mach 0,76, ve výškách až 16 600 m. Valiant bez podvěšených přídavných nádrží mohl po vzletu vystoupat přímo do výšky 15 000 m, a to i s plným nákladem uvnitř pumovnice.
Vzduch do motorů prototypu vcházel dlouhými obdélníkovými štěrbinami v náběžné hraně křídla. Ty se u pozdějších Valiantů změnily na širší oválné vstupy, umožňující vyšší objemový tok vzduchu, nutný pro výkonnější sériové varianty Avonů. Výstupní trysky motorů vyčnívaly z krytů nad odtokovou hranou křídla. Některé Valianty (např. verze pro doplňování paliva za letu) byly vybaveny zařízením pro vstřik vody do výstupních trysek, což zvýšilo tah každého motoru asi o 4,5 kN.
Ocasní plochy byly šípovité, s výškovkou montovanou na vrcholu směrovky, aby se tak dostala mimo dosah spalin z motorů.
Podle současných zvyklostí bylo plošné zatížení křídla Valiantu relativně nízké a vztlak ještě zvyšovaly dvojštěrbinové vztlakové klapky, vysouvané pro vzlet na 20° a během přistání na 60°. Letoun spočíval na příďovém podvozku, se zdvojeným příďovým kolem. Hlavní podvozkové nohy nesly dvě kola montovaná za sebou (v tandemu) a zasouvaly se do vnějších částí křídla.
Většina systémů letounu byla ovládána elektricky, včetně vysouvání klapek a podvozku. Elektrické rozvody používaly dvojí napětí : 128 V stejnosměrných pro napájení výkonových pohonů a 28 V stejnosměrných pro kontrolní funkce a stykače, které spínaly 128 V systém. Záložní akumulátory měly napětí 24 V pro 28 V systém a 112 V pro 128 V systém (rozdíl v napětích umožňuje dobíjení akumulátorů, pokud jsou generátory v provozu). Brzdy podvozku a natáčení příďové nohy bylo řešeno hydraulicky, ale čerpadla hydrauliky poháněly opět elektromotory.
Letoun měl v ovládání zařazeny dvojnásobně zálohované posilovače, s možností v případě fatálního selhání přejít na plně ruční řízení. Piloti byli cvičeni k létání v manuálním režimu a prováděli tak dokonce i přistání, ale pouze v podmínkách minimálních turbulencí a malého bočního větru. Maximální výchylka vztlakových klapek byla za letu v manuálním režimu omezena pouze na 40°, protože jinak pilot jen s obtížemi vyrovnával jejich klopivý moment, což obvykle vyústilo v tvrdá přistání. Náklon letounu mohl za letu v manuálním režimu dosáhnout nejvýše 20°. Ovládání stroje bez posilovačů vyžadovalo poměrně velkou sílu a bylo pro piloty značně únavné.
Konstrukce Valiantu spočívala na mohutném podélníku v trupu, který podpíral nosníky křídla a přenášel na ně tíhu nákladu z dlouhé pumovnice. Osádka měla pracoviště v přetlakovaném „vajíčku“ a skládala se z pilota, druhého pilota, dvojice navigátorů a operátora palubní elektroniky. Pouze oba piloti měli k dispozici vystřelovací sedačky. Zbývající tři členové osádky museli vyskakovat vstupními dveřmi na levé straně trupu, které byly v takovém případě blokovány v částečně otevřené poloze a vytvářely záštitu před proudem vzduchu. Padáky se otevíraly automaticky, pomocí výtažného lanka.
Ministerstvo letectví zpočátku požadovalo možnost katapultovat celou kabinu osádky, nebo, pokud by to nebylo technicky možné, vystřelovací sedačky pro všechny letce. Ačkoli na základně Wittering proběhly úspěšné zkoušky vystřelovacích sedadel pro navigátory a operátora s použitím figurín, do služby se toto řešení nedostalo jako příliš nákladné.
Valiant B.1 nesl v pumovnici při bojovém nasazení typicky jednu jadernou pumu o hmotnosti 4 540 kg, nebo až 21 konvenčních pum po 454 kg. Pod každou polovinou křídla mohla být k prodloužení doletu zavěšena přídavná nádrž s objemem 7 500 litrů. Letoun nenesl žádnou obrannou výzbroj.
První sériové Valianty byly poháněny čtveřicí proudových motorů Rolls-Royce Avon 201 o tahu po 42 kN. Prováděly se zkoušky s dvojicí pomocných raket de Havilland Sprite a Sprocket (jedna pod každou polovinou křídla), které usnadňovaly vzlet. Nakonec ale nedošlo k jejich zařazení do běžné služby, protože byly k dispozici stále výkonnější verze Avonů. Současně panovaly obavy z možné katastrofy, pokud by jeden z raketových motorů selhal a došlo k asymetrickému tahu.

## Výroba

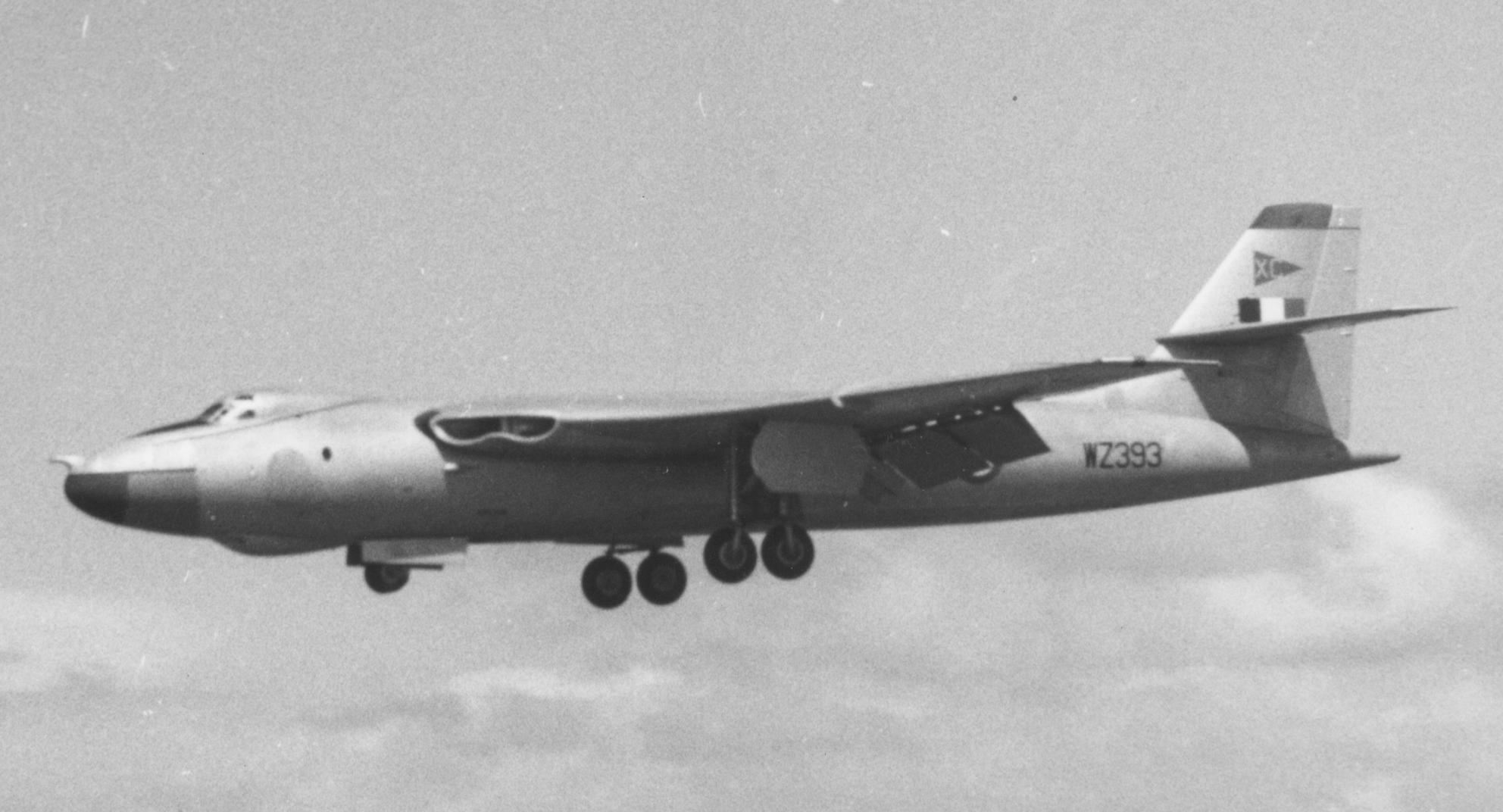
Valiant B(PR)K.1 WZ393 90. křídla v původní barvě kovu na letišti Blackpool Squires Gate v roce 1957

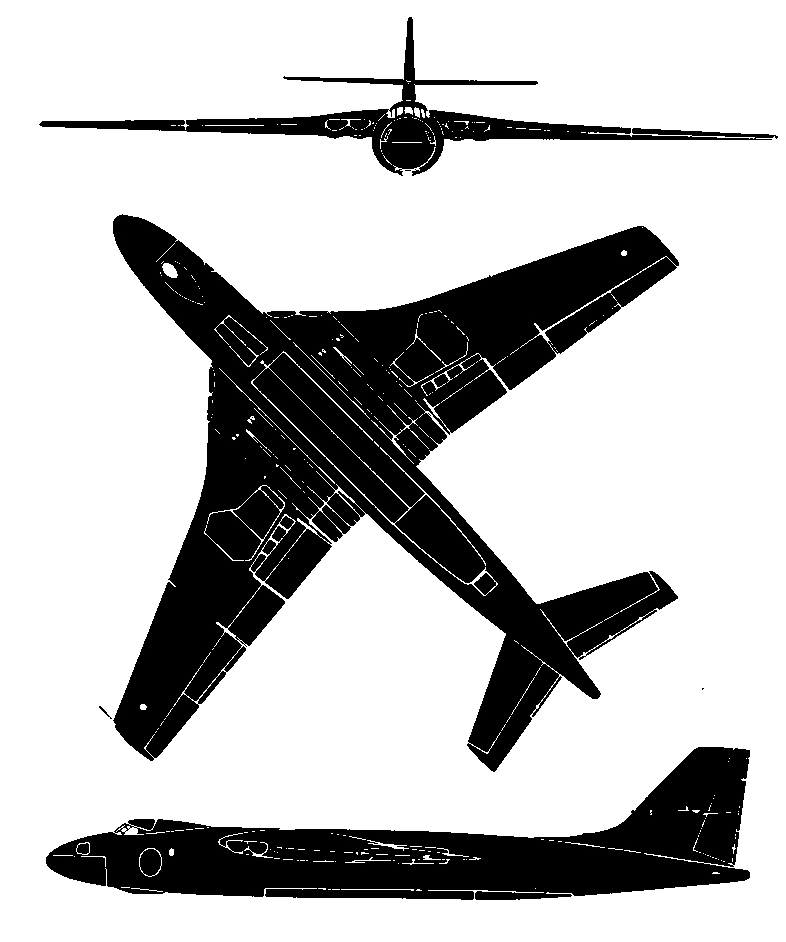
Valiant B.1

Včetně tří prototypů bylo postaveno celkem 107 Valiantů, z toho :
- 39 čistě bombardovacích letounů Valiant B.1, mezi nimi pět předsériových Type 674 s motory Avon RA.14 o tahu po 42 kN (shodně jako dřívější Avon 201) a 34 sériových Type 706, poháněných motory Avon RA.28 204 nebo 205 s tahem po 47 kN, prodlouženými výstupními tryskami a zařízením pro vstřik směsi vody a methanolu pro zvýšení výkonu během vzletu.

- 8 kusů bombardovacích/fotoprůzkumných Valiant B(PR).1, neboli Type 710. Edwards a jeho tým už od počátku konstrukčních prací uvažovali o možnosti fotografického průzkumu a tato zvláštní série Valiantu mohla nést v pumovnici demontovatelný kontejner s až osmi kamerami s vysokým rozlišením a velkou ohniskovou vzdáleností a dalšími nejvýše čtyřmi širokoúhlými kamerami.

- 13 letounů Valiant B(PR)K.1, Type 733, kombinujících možnosti bombardování, fotoprůzkumu a doplňování paliva za letu jiným strojům

- 44 Valiantů B(K).1, Type 758, umožňujících sloužit jako bombardéry nebo létající tankery. Obě tankovací varianty nesly v pumovnici demontovatelný systém pro doplňování paliva, skládající se z dodatečných nádrží a navijáku s měkkou stabilizovanou hadicí. Někdy se mu říkalo HDU – Hose Drum Unit (jednotka složená z hadice a bubnu), neboli „Hoodoo“ . Díky jeho umístění musela osádka tankeru před zahájením doplňování paliva nejdříve otevřít vrata pumovnice. Dalších 16 Valiantů B(K).1 bylo sice objednáno, ale ke zrušení objednávky došlo ještě před zahájením výroby.

Produkce typu Vickers Valiant skončila v srpnu 1957.
Tankovací verze letounů používala 214. peruť RAF ze základny Marham (operační od roku 1958) a 90. peruť RAF v Honingtonu (od roku 1959).
Díky instalaci hubic pro příjem paliva za letu na stroje Valiant, Avro 698 Vulcan a Handley Page Victor a příchodu tankovacích Valiantů do služby získala RAF reálnou možnost překročení konstrukčních limitů svých bombardovacích letounů a dosáhla schopnosti provádět strategické údery. Dálkové lety bombardérů bez mezipřistání se uskutečňovaly za podpory tankovacích Valiantů rozmístěných podél tratí. V roce 1960 letěl bombardovací Valiant non-stop z Marhamu (Velká Británie) do Singapuru a v roce 1961 dokonce z Británie do Austrálie. Dvě perutě tankovacích Valiantů rutinně prováděly dálkové mise, za využití techniky doplňování paliva během letu. V roce 1963 letěla peruť stíhacích Gloster Javelin z Británie do Indie, kdy několikrát po cestě obdržela palivo z tankovacích Valiantů. Co se týče dalších typů, vzdušné tankování cvičily osádky bombardérů Victor a Vulcan, stíhaček Lightning a také strojů de Havilland Sea Vixen ze stavu Royal Navy.
Valianty 18. perutě RAF byly modifikovány k plnění úkolů radioelektronického boje (dnes nazýváno ECM). Letouny obdržely rušící kontejnery APT-16A a ALT-7, rušiče Airborne Cigar a Carpet, širokospektrální aktivní rušičky APR-4 a APR-9 a výmetnice hliníkových pásků. Takto upravených strojů vzniklo nejméně sedm.
Fotoprůzkumné Valianty používala 543. peruť RAF.
Původně nesly všechny letouny Valiant stříbrné zbarvení, ale jakmile obdržely jadernou výzbroj, dostaly nátěr bílou protiradiační barvou, která měla odrážet část energie jaderného výbuchu; pouze kokardy RAF byly ponechány ve standardní kombinaci červená-bílá-modrá. Až následně přišly obavy, že takto provedené znaky působením tepelného záření uvolněného po výbuchu jaderných zbraní shozených z letounu shoří, s rizikem tepelného poškození konstrukce stroje. U zbylých dvou typů bombardérů třídy V se barvy kokardy změnily na kombinaci růžová-bílá-fialová, ale tyto zastřené znaky nikdy nebyly aplikovány na Valianty.
Ze tří prototypů byly dva postaveny ve verzi B.1 a poslední jako B.2, upravený k bombardovacím útokům z malé výšky. Modifikace zahrnovaly celkové zpevnění konstrukce, nyní schopné odolávat vyššímu zatížení manévry a turbulencemi v letu nízko nad zemí. B.2 měla prodloužený trup, který dosáhl celkové délky 34,8 m (B.1 pouze 33 m). Zpevněné křídlo mělo i změny na systému podvozku, kdy hlavní nohy se čtveřicí kol namísto původních dvou se nově zatahovaly směrem vzad, do vřetenovitých těles na odtokové hraně křídla. Díky nátěru lesklou černou barvou jako kamufláží pro noční lety se prototypu B.2 přezdívalo „Black Bomber“ – černý bombardér. Výkony v malých výškách o třídu překonávaly původní B.1, kupříkladu rychlost u země vzrostla ze 670 km/h na 1 054 km/h.
Ministerstvo letectví v dubnu 1952 objednalo 17 kusů verze B.2, z toho dva prototypy a 15 operačních strojů. Prototyp byl dokončen a zalétán v září 1953. Navzdory podstatnému zlepšení výkonů oproti starším B.1 byl program vývoje nových B.2 v roce 1955 zrušen. Prototyp sloužil ještě několik let jako létající zkušebna, než z něj ostudné rozhodnutí udělalo terč pro cvičení stíhacích letců ve střelbě na pozemní cíle.
Firma Vickers také uvažovala o dopravní verzi Valiantu, s dolnoplošnou koncepcí, rozpětím zvětšeným z 34,8 m na 42,7 m, trup se měl prodloužit až na 44,5 m a typ měl dostat motory s podstatně zvýšeným tahem. Práce na prototypu, označovaném Type 1000, byly zahájeny počátkem roku 1953. Dalším vývojem pak měla firma dospět k vojenské transportní verzi Type 1002 a civilnímu stroji Type 1004, neboli VC.7. Stavba prototypu Type 1000 byla těsně před jeho dokončením také zrušena.

## Služba

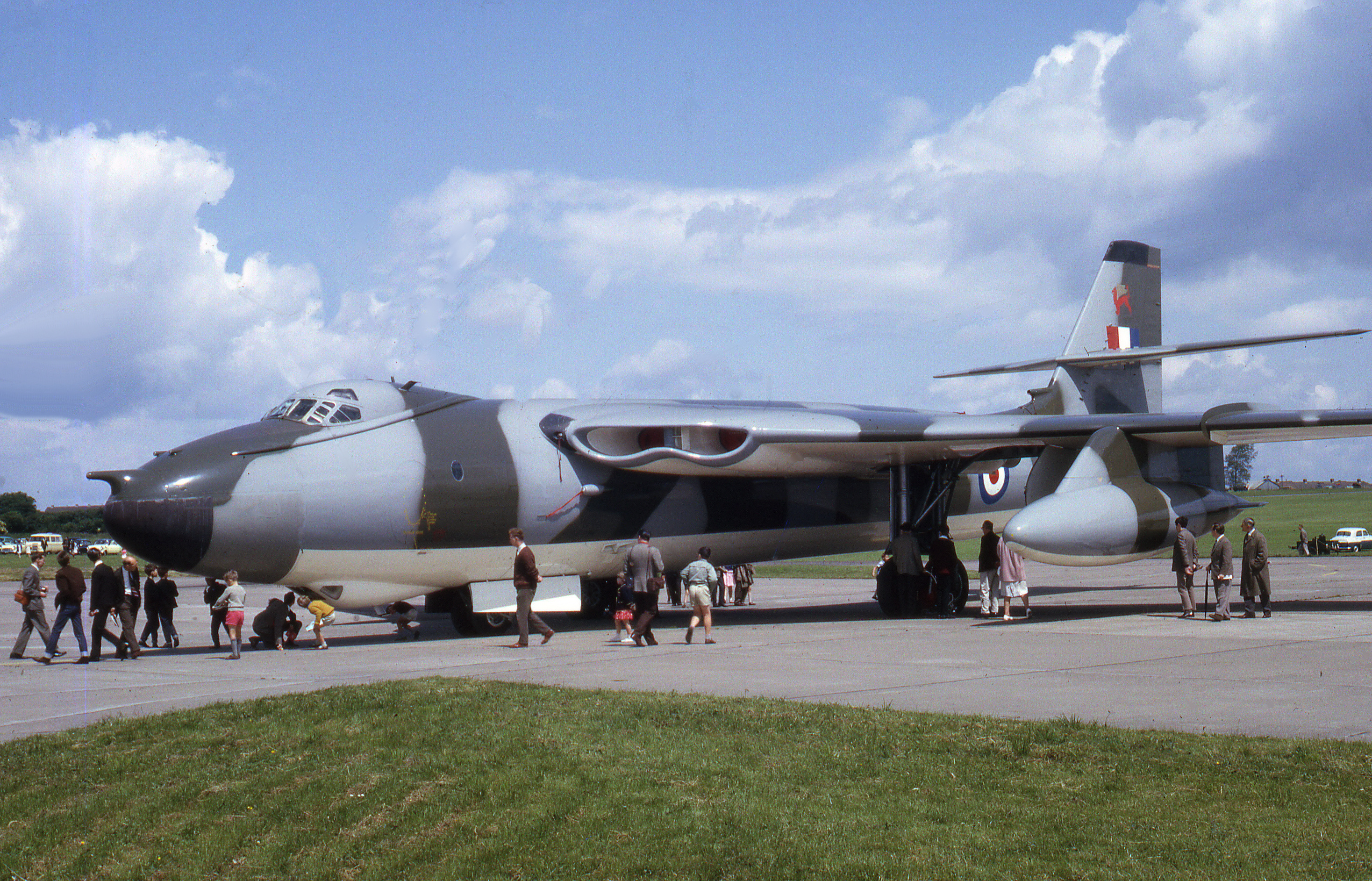
Valiant opatřený kamufláží na letišti Filton, Bristol, Anglie, 60. leta.

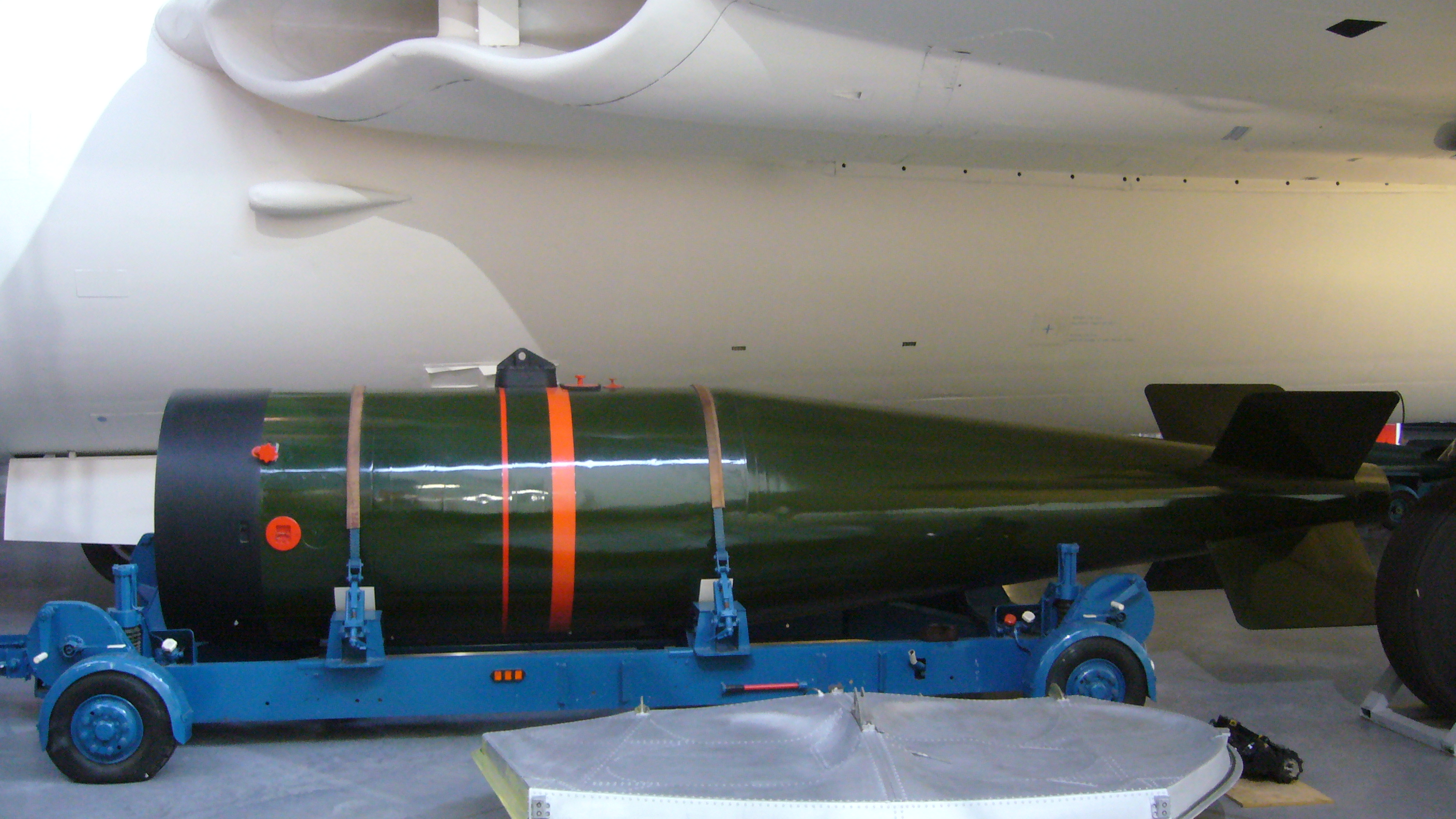
Jaderná puma Yellow Sun pod křídlem stroje Vickers Valiant v muzeu RAF Cosford

Protože Valiant představoval zcela novou třídu bojových letounů Royal Air Force, po jeho zařazení do výzbroje byla založena 232. OCU ( Operational Conversion Unit – jednotka operačního přeškolení ) na základně RAF Gaydon. První bojovou jednotkou vyzbrojenou typem Valiant se stala 138. peruť RAF, zpočátku také na základně Gaydon, ale později se přesunula do Witteringu. V nejslavnějším období typu používalo Valianty nejméně sedm perutí RAF.
Valiant B.1 (WZ366) z výzbroje 49. peruti RAF, pilotovaný Squadron Leaderem E. J. G. Flavellem, AFC, byl prvním britským letounem, který svrhl (britskou) operačně použitelnou jadernou pumu. Jednalo se o pokusný shoz pumy Blue Danube se sníženým výkonem, který proběhl na střelnici Maralinga v jižní Austrálii 11. října 1956.
Valianty zasáhly do bojů jako první z britských bombardérů třídy V, a to při anglo–francouzsko–izraelské intervenci v oblasti Suezu během října a listopadu 1956. V rámci operace Musketeer shazovaly Valianty, operující ze základny Luqa na Maltě, konvenční vysoce výbušné pumy na cíle v Egyptě. Ačkoli Egypťané se útokům bombardérů nebránili a během konfliktu nedošlo k bojovým ztrátám Valiantů, výsledky jejich náletů přinesly trpké rozčarování. Primárními cíli bylo sedm egyptských letišť, z nichž se navzdory svržení celkem 856 tun pum podařilo vážně poškodit jenom tři. Zde je třeba mít na paměti, že tehdy ještě Valianty nebyly vybaveny operačně použitelnou variantou navigačního a bombardovacího systému (NBS) a bombardovaly s využitím technik spadajících do časů druhé světové války. Po instalaci systému NBS a důkladném výcviku osádek byla standardně dosahovaná odchylka nejvýše do 90 m od cíle při shozu pum z výšky 12 000 m. V mírových časech se k výcviku používal reálný shoz malých pum na bombardovacích střelnicích, nebo častěji simulované bombardování, kdy okamžik shozu pum signalizovalo rádiové vysílání z letounu, pozemní radiolokátory vypočítaly místo dopadu „pum“ a výsledky odesílaly na palubu letounu i na velitelství pro vyhodnocení.
15. května 1957 svrhl během operace Grapple Valiant B(K).1 ze stavu 49. perutě RAF, pod velením Wing Commandera K. G. Hubbarda, OBE, DFC, AFC, první britskou vodíkovou pumu Green Granite Small nad Pacifikem. Záblesk exploze byl ohromující, ale test není možné považovat za naprostý úspěch, protože skutečný tritolový ekvivalent zbraně dosáhl necelou třetinu vypočtené hodnoty.
Série pokusných výbuchů Operace Grapple pokračovala i během roku 1958. V dubnu puma Green Granite Large konečně dosáhla očekávaného výkonu, desetkrát vyššího, než u původní Green Granite Small. Další testy následovaly až do prosince, kdy britská vláda rozhodla, že nebude provádět žádné jaderné výbuchy v zemské atmosféře. Později Británie zcela ukončila zkoušky jaderných zbraní.
Valianty měly, stejně jako Vulcany a Victory, hrát ve scénáři případného konfliktu roli strategických jaderných bombardérů. Původně se uvažovalo o shozech pum z velkých výšek, ale sestřelení průzkumného Lockheedu U-2, pilotovaného Gary Powersem, pomocí rakety země-vzduch typu SA-2 nad Sverdlovskem a z toho plynoucí ohrožení bombardérů protiletadlovými střelami, vedlo k přechodu na nácvik taktiky útoku z malých výšek. Bombardéry obdržely šedozelenou kamufláž, která nahradila protiradiační bílé zbarvení. Na rozdíl od typů Avro 698 Vulcan a Handley Page Victor žádná verze bombardéru Valiant nikdy nenosila střely AVRO Blue Steel.
Pro útoky z malých výšek byly vyčleněny tři perutě vyzbrojené typem Valiant ( 49., 148. a 207. ). Úlohy strategického fotoprůzkumu plnila 543. peruť RAF, další dvě perutě ( 90. a 214. ) sloužily k doplňování paliva za letu všem čtyřem výše uvedeným i pro další typy z výzbroje RAF.
Nízké lety namáhaly konstrukci Valiantů způsobem, na který nebyla původně navržena. V roce 1964 došlo k poruše zadního nosníku křídla u letounu z výzbroje 232. OCU v Gaydonu, pilotovaného Flight Lieutenantem „Taffy“ Foremanem. Tehdy ovšem nedošlo ke ztrátám na životech a letoun bezpečně přistál v Gaydonu, i když bez vysunutí vztlakových klapek (z důvodu vážného poškození odtokové hrany křídla, které zablokovalo jejich pohyb). Prohlídka ostatních letounů odhalila vážná poškození nosníků křídla únavovými lomy materiálu, pravděpodobně kvůli turbulencím za častých letů v malé výšce. Na základě výsledku prohlídky byly Valianty rozděleny do tří kategorií : stroje ohodnocené A mohly létat i nadále bez opravy, B musely přelétnout k opravě na příslušně vybavené základny a C musely být opraveny před zahájením jakékoli letové činnosti. Stroje tankovacích perutí spadaly převážně do třídy A, protože létaly hlavně ve větších výškách.
Skupiny techniků firmy Vickers zahájily provádění oprav přímo na základnách, na něž osádky přelétávaly jednotlivé Valianty. Bez varování ale na začátku roku 1965 Wilsonova vláda s Dennisem Healy jako ministrem obrany rozhodla, že náklady nejsou ospravedlnitelné a všechny stroje Valiant byly natrvalo uzemněny. Role nosičů odstrašující jaderné síly pokračovala typy Vulcan a Victor, ale Británie škrtem pera na rok pozbyla celou svoji flotilu vzdušných tankerů, než přišly do služby první Victory upravené k doplňování paliva za letu. Poslední let Valiantu se uskutečnil 9. prosince 1964, kdy stroj XD812 doplnil nad Severním mořem palivo stíhacímu Lightningu. Kapitánem tankeru byl tehdy Wing Commander Ken Smith, DFC, velitel 214. perutě RAF na základně Marham, který za letu velel osádce Flight Lieutenanta Iana Strachana.
Valiant se nakonec osvědčil jako výkonný a efektivní letoun. Měl určité slabiny, dané krátkou dobou od návrhu po uvedení do služby, během níž došlo jen k nemnoha změnám. Dnes je často uváděno, že pokud by do služby přišla verze B.2, mohla RAF získat ve srovnání s Victory a Vulcany podstatně lepší stroj, a to zvláště při letu v malé výšce.
Valianty byly poslední stroje firmy Vickers, navrhované od počátku jako vojenské letouny. Na výrobních linkách je nahradily civilní turbovrtulové Vanguardy, navržené v roce 1959 a sloužící až do 90. let. Po nich se roku 1962 objevily dopravní Vickers VC10 s proudovými motory, které přišly i do výzbroje RAF jako stroje pro transport osob a doplňování paliva za letu.

## Dochované letouny

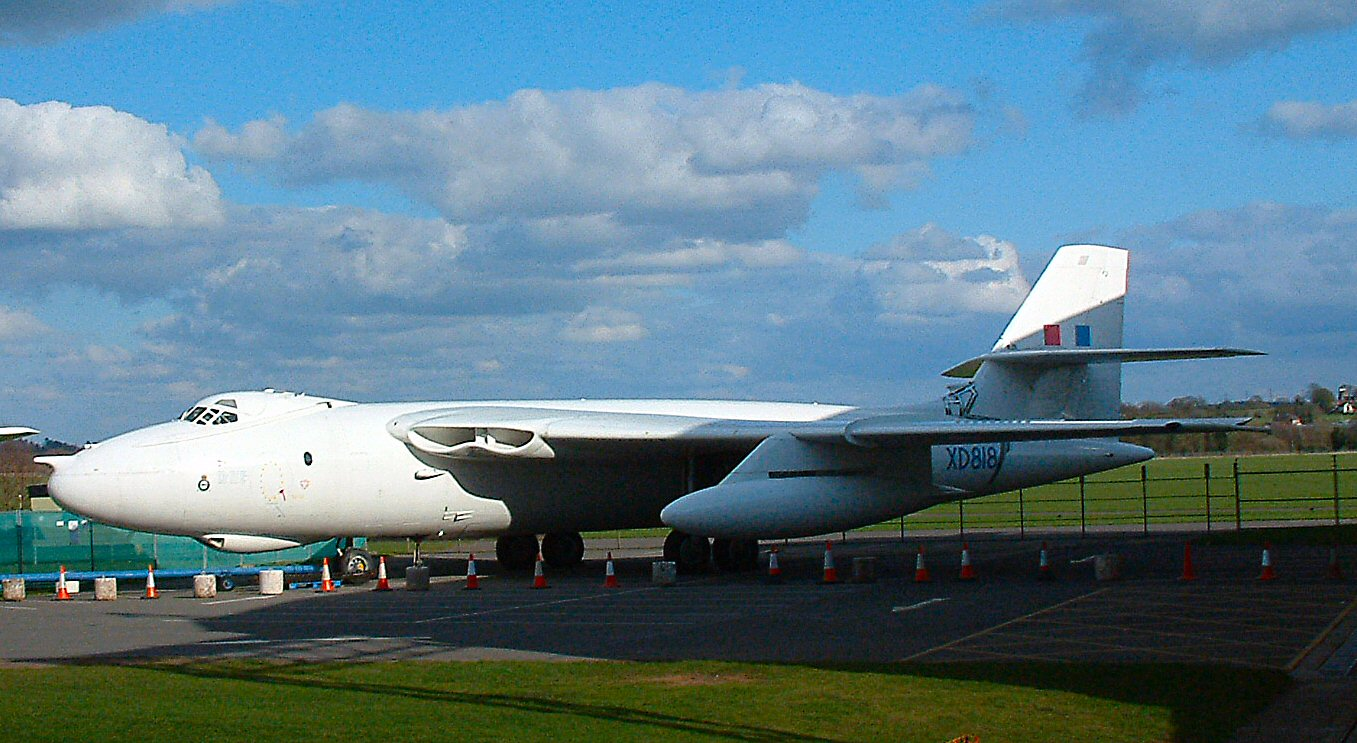
Vickers Valiant B1 XD818 v Cosfordu v roce 2006

- Vickers Valiant B.1 XD818 – RAF Museum Cosford je vystaven spolu s dalšími bombardéry třídy V, Victor a Vulcan, v expozici věnované proudovým letounům studené války.

## Uživatelé
- Jediným uživatelem typu Vickers Valiant bylo britské vojenské letectvo Royal Air Force, které s nimi operovalo ze základen RAF Gaydon, RAF Finningley, RAF Honington, RAF Marham, RAF Wittering a RAF Wyton. Stroje byly ve výzbroji následujících jednotek :

- 7. peruť RAF
- 18. peruť RAF
- 49. peruť RAF
- 90. peruť RAF
- 138. peruť RAF
- 148. peruť RAF
- 199. peruť RAF
- 207. peruť RAF
- 214. peruť RAF
- 543. peruť RAF
- 232. OCU RAF (Přeškolovací jednotka.)

## Specifikace (B.1)

Nákres

### Technické údaje
- Posádka: 5 (2× pilot, 2× navigátor, 1× operátor palubní elektroniky)
- Rozpětí: 34,85 m
- Délka: 32,99 m
- Výška na zemi: 9,80 m
- Nosná plocha: 219 m²
- Hmotnost prázdného letounu: 34 420 kg
- Vzletová hmotnost: 62 600 kg
- Max. vzletová hmotnost: 79 400 kg s přídavnými nádržemi pod křídlem
- Plošné zatížení: 286 kg/m²
- Poměr tahu k hmotnosti letounu: 0,29
- Pohonná jednotka:  4× proudový motor Rolls-Royce Avon RA.28 Mk.204
  - Tah motoru: 44 kN

### Výkony
- Maximální rychlost: Mach 0,84 ve výškách nad 9000 m
- Dostup: 16 600 m
- Stoupavost u země: 20 m/s
- Dolet: 7200 km (3600 km s nákladem 4 540 kg a přídavnými nádržemi)

### Výzbroj
- 1× puma o hmotnosti 4 540 kg nebo
- 21× 454kg puma